# Карл IV (герцог Лотарингії)
Карл IV (фр. Charles IV de Lorraine, нім. Karl IV.; 5 квітня 1604 — 18 вересня 1675) — герцог Лотаринський і Барський в 1625—1675 роках (з перервами).

## Життєпис

### Молоді роки
Походив з Другого Водемонського або Третього Лотаринзького дому. Другий син Франциска, графа Водемона, та Христини фон Зальм. Народився 1604 року в Нансі. 1611 року після смерті старшого брата Генріха стає спадкоємцем графства. Перебирається до французького королівського двору. Втім не здобув ґрунтовної освіти.
У 1619 році його батько вступив у конфлікт з братом Генріхом II, герцогом Лотарингії і Бара, оскільки той забажав передати трон своїй доньці Ніколь. У результаті Карл з батьком залишили Лотарингію, перебравшись до графства Зальм. Невдовзі перейшли на службу до імператорської армії. Карл брав участь у першому етапі Тридцятирічної війни, відзначившись 1620 року в битві на Білій Горі.
Згодом було домовлено про шлюб Карла з Ніколь Лотаринзькою, що відбувся 1621 року. Втім стосунки між подружжям не склалися. В 1624 році після смерті Генріха II було оголошено його заповіт, за яким Ніколь повинна була стати правлячою герцогинею, а Карл герцогом-консортом. Це не влаштовувало останнього, хоча він не мав якихось політичних та адміністративних талантів. Бажаючи передати трон синові, граф Франциск де Водемон висунув свої претензії на Лотарингію. Для розгляду справи 1625 року зібралися Штати Лотарингії, які визнали Франциска герцогом Лотаринзьким і Барським. Отримавши трон, він оплатив свої борги з державної скарбниці герцогства і через 5 днів зрікся на користь Карла. Останній відсторонив дружину Ніколь від правління, ставши герцогом Карлом IV.

### Перше правління
В умовах бойових дій у Німеччині невдовзі зрозумів, що спиратися на підтримку імператорів та Баварського герцогства він не може, оскільки їхні сили боролися з Данією та німецькими князями-протестантами. Тому відмовився від ультракатолицької політики попередників, почавши шукати союзників в Англії та серед лідерів французьких гугенотів. Водночас Карл IV таємно підтримував противників кардинала Рішельє, надаючи притулок в Лотарингії. У вересні 1629 року Гастон Орлеанський, брат короля Людовика XIII, втік до Лотарингії.
Навесні 1631 року шведський король Густав II Адольф висадився зі своїм військом в Німеччині, після чого герцог Лотарингії спрямував свою армію на підтримку імператора Фердинанда II. Водночас його шлюб з Ніколь фактично припинив існування. Бажаючи отримати розлучення, герцог звинуватив в чаклунстві священика Мельхера, який колись хрестив Ніколь. Проте лотаринзьке духовенство і Папський престол виступили проти цього.
В свою чергу Ніколь звернулася по допомогу до французького короля Людовика XIII. Скориставшись цим у червні 1632 року французькі війська зайняли Лотарингію, а Карл IV був змушений підписати Вікський договір, за яким обіцяв не вступати в союз, спрямований проти Франції, і звільнити свої землі від прихильників королеви-матері Марії Медічі і герцога Гастона Орлеанського, ніколи не надавати притулок королеві-матері і братові короля та їх наближеним.
Втім у 1632 році Гастон Орлеанський без згоди французького короля одружився з сестрою Карла IV, що Людовик XIII розцінив як порушення Вікського договору. У червні того ж року французька армія окупувала Лотарингію, змусивши Карла IV підписати Лівердунський договір, за яким погодився на виконання Вікського договору, передавав замки Жамец, Клермонт-ан-Аргонн і Стене Франції, приносив оммаж за Барське герцогство Людовику XIII. Проте Карл IV не виконав жодної цієї умови. У вересні 1633 року французи втретє захопили Лотарингію, що змусило Карла IV 1634 року зректися на користь його брата Ніколя II Франциска.

### В імперській армії
Колишній герцог приєднався до імператорських військ. У 1634 році відзначився у битві при Нердлінгені. У 1635 році він безуспішно намагався відвоювати герцогство та розлучився з дружиною. Втім не досяг бажаного.
9 квітня 1637 року, оголосивши перший шлюб недійсним, одружився з Беатрисою де Кюзанс. За це Карла було відлучено від церкви. У 1639 році розлучився з Беатрисою.

### Друге правління
У 1638—1640 роках здобув кілька перемог у Франш-Конте, зокрема зняв облогу з Доля та діяв в Ельзасі проти Бернарда Саксен-Веймарського, союзника Франції. Це призвело до відновлення переговорів з Францією, яка за Сен-Жерменським договором від 2 квітня 1641 року повернула йому герцогство під французьким протекторатом за умови, щоб він розірвав союз із Австрією. Втім Карл IV продовжив свою колишню політику, підтримуючи ворогів кардинала Рішельє, зокрема змову на чолі з графом Людовиком де Бурбон-Суассоном. Після розкриття змови в липні 1641 року йому вдалося врятуватися втечею. В результаті Лотарингію знову було окуповано.

### Друге вигнання
Карл вкотре поступив на військову службу до імператора. У листопаді 1643 року звитяжив у битві при Тутлінгені проти французької армії.
Не брав участі в укладанні Вестфальського миру, за яким три єпископства Туль, Мец, Верден передавалися Франції остаточно. Карл вів перемовини з кардиналом Мазаріні щодо повернення йому Лотарингії, проте невдало. У 1649 році підтримав Фронду, сподіваючись після її перемоги повернути володіння. Втім його інтриги з фрондерами і кардиналом ні до чого не призвели.
Водночас 1651 року до Карла звернулася делегація ірландської шляхти з пропозицією стати захисником Ірландії (з можливістю в подальшому стати її королем) від військ республіканської армії Олівера Кромвеля. В 1652 році відправив на допомогу ірландцям декілька суден з загонами та припасами. Втім проти амбіцій Карла виступили Джеймс Батлер, герцог Ормонд, та Улік Берке, маркіз Кланікард, що були прихильниками Карла II Стюарта.
У 1652 році планував разом з фрондерами захопити Париж. Зрештою Іспанія стала вважати його причиною поразки Фронди і 25 січня 1654 року іспанці арештували Карла в Брюсселі, відправивши того до замку Алькасар в Толедо. Тут за довіреністю знову одружився з Беатрисою де Кюзанс (за довіреністю).
Лише 1659 року завдяки успішним діям його брата Ніколя Франциска отримав свободу. 1661 року відповідно до Венсенського договору Карл знову став герцогом Лотаринзьким і Барським.

### Третє правління
Карл IV розпочав нове панування з відновлення фортець та доріг в Лотарингії і Барі, для чого збільшив податки в своїх володіннях, вже зруйнованих війною.
1662 року уклав з королем Людовиком XIV Монмартський договір, за яким за 1 млн талерів передав французькому королю права на Лотарингію і обіцяв розпустити свою армію. 1663 року помирає його друга дружина, а 1665 року Карл IV одружився втретє.
У 1669 році він відмовився виконати вимогу короля щодо розпуску армії, і влітку 1670 французькі війська знову зайняли Лотарингію.

### Останні роки
Карл IV знову перейшов на імператорську службу, щоб боротися проти французів. 11 серпня 1675 року разом з Георгом Вільгельмом, князем Брауншвейг-Люнебургу, переміг маршала Франсуа де Крекі в битві біля мосту Концер. Втім невдовзі захворів і 18 вересня помер в Алленбасі.

## Родина
1. Дружина — Ніколь, дочка його дядька Генріха II і Маргарити Гонзага
Дітей не було.
2. Дружина — Беатриса, донька Клода-Франсуа де Кюзанса, барона де Бельвуа.
Діти:
- Франциск (1637—1638)
- Анна (1639—1720), дружина Франсциска Марі Лотаринзького, принца де Ліллебонн
- Карл Генріх (1649—1723), граф Водемон

3. Дружина — Марія Луїза, донька Карла д'Аспремон, графа Рекем.
Дітей не було.